# Eliyahu Birnbaum

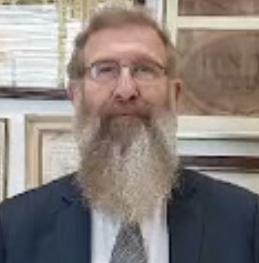
Eliyahu Birnbaum (2025)

Eliyahu Birnbaum (hebräisch אליהו בירנבוים; * 1958 in Uruguay) ist ein  Rabbiner, Autor und Leiter des Strauss-Amiel-Instituts, das Rabbiner für jüdische Gemeinden in der Diaspora ausbildet. Außerdem ist er der Rabbiner der Organisation „Shavei Israel“, die sich mit der Suche nach Nachkommen des Volkes Israel weltweit und deren Förderung beschäftigt. Zuvor war er Oberrabbiner von Uruguay und Turin.

## Lebenslauf
Eliyahu Birnbaum wurde in Uruguay geboren und wanderte 1972 nach Israel ein. Er studierte an der Jeschiwa Har Etzion und erhielt 1982 die Rabbinerordination. Darüber hinaus studierte er Jüdisches Denken an der Hebräischen Universität Jerusalem und promovierte in Jüdischer Philosophie an der Bar-Ilan-Universität.
Zwischen 1985 und 1990 arbeitete er für die Weltzionistische Organisation als Dozent für Jugend in Mittelamerika zu den Themen Zionismus und Judentum, als Berater für Angelegenheiten Lateinamerikas sowie als Verantwortlicher für spanischsprachige Publikationen in der Abteilung für jüdische Kultur und Bildung.
Er ging als Emissär nach Uruguay und diente dort von 1992 bis 1997 als Oberrabbiner.
Birnbaum war einer der Mitverfasser der Kinneret-Charta, die darauf abzielt, eine gemeinsame Basis für die verschiedenen Strömungen und Lager innerhalb der jüdischen Gesellschaft (wie rechts und links, Religiöse und Säkulare usw.) zu schaffen. Er unterzeichnete die Charta zusammen mit einer Reihe von Persönlichkeiten des öffentlichen Lebens aus dem rechten und linken politischen Spektrum.
Seit 1998 ist er Leiter des Amiel-Instituts – Ohr Torah Stone, das Rabbiner und spirituelle Führungspersönlichkeiten für den Einsatz in jüdischen Gemeinden der Diaspora ausbildet. Er beschäftigt sich mit Fragen des Übertritts zum Judentum und begleitet unter anderem die Gemeinschaft der Bnei Menashe. Seiner Aussage nach war die Integration der Bnei Menashe, die bisher aus Indien eingewandert sind – etwa 1.000 Personen pro Jahr – „ein 100%iger Erfolg“. Zudem ist er als Richter am Übertrittsgerichtshof des Oberrabbinats von Israel tätig und fungiert als Rabbiner der Organisation „Shavei Israel“.
Im Juli 2010 wurde er zum Oberrabbiner der Stadt Turin ernannt, und im November desselben Jahres trat er sein Amt an.

## Besuche in der Diaspora
Rabbiner Birnbaum leitet das „Amiel“-Programm, das Rabbiner in jüdische Gemeinden weltweit entsendet. Im Rahmen dieses Programms unternimmt er häufige Besuche in jüdischen Gemeinden der Diaspora. Im Jahr 2007 besuchte er jüdische Gemeinden, die fast keine Mitglieder mehr hatten, wie die jüdischen Gemeinden in Simbabwe, Armenien und Indien, und machte sich ein Bild von deren religiösen Bedürfnissen.
Seine Eindrücke von Besuchen in jüdischen Gemeinden weltweit veröffentlichte Rabbiner Birnbaum in der Kolumne „Weltjudentum“ im „Shabbat“-Magazin der Zeitung „Makor Rishon“. Für diese Artikel erhielt er 2008 zusammen mit Tamar Ish-Shalom und Israel Rosner den Preis für Printjournalismus des B’nai B’rith Weltzentrums. Die Preisjury erklärte, dass „die Kolumne einen Einblick in abgelegene und weniger bekannte jüdische Gemeinden weltweit bietet.“ Die Kolumne erschien über einen Zeitraum von etwa drei Jahren, wobei mehr als 50 Artikel veröffentlicht wurden, die später in einem Bildband unter dem Namen der Kolumne „Weltjudentum“ gesammelt wurden. Im Jahr 2016 moderierte Birnbaum die Fernsehsendung „Weltjudentum“ auf Kanal 20, in der er gemeinsam mit Prominenten nach jüdischen Gemeinden weltweit suchte.
Seit 2006 hat er die folgenden Gemeinden besucht:
- In Italien: die jüdische Gemeinde von Trani und die Juden von San Nicandro.
- In Mittelamerika: die jüdische Gemeinde von Monterrey.
- In Europa: die jüdischen Gemeinden in der Ukraine, Belgrad, Finnland, Ungarn, Norwegen, Prag, Gibraltar und Barcelona.
- In Asien: die jüdischen Gemeinden in der Türkei, Georgien und Indien sowie die Bnei Menashe, die noch in Indien verblieben sind.
- In Afrika: die jüdische Gemeinde von Djerba.

## Aktivitäten unter den Nachkommen der Anusim
Birnbaum ist aktiv an den Übertrittsprojekten beteiligt, die von der Organisation „Shavei Israel“ durchgeführt werden. Diese Organisation widmet sich der Annäherung der vermutlichen Nachkommen des Volkes Israel an ihr Volk und ihr Land. Unter anderem hat Birnbaum das Interesse von wohlhabenden Kreisen in Spanien und Portugal geweckt, die das Gefühl haben, jüdische Wurzeln zu besitzen. Dieses Bewusstsein führt bei ihnen zu einem wachsenden Interesse an jüdischen Themen. Laut einem aktuellen Bericht der Organisation handelt es sich dabei um Gruppen in Madrid, Belmonte und Barcelona.
Birnbaum unterscheidet zwischen zwei Arten von Anusim:
1. Einzelpersonen mit ununterbrochener jüdischer Abstammung und geheim praktizierten Traditionen: Diese Gruppen, wie beispielsweise im Dorf Belmonte in Portugal, haben über 500 Jahre hinweg ihre jüdische Identität bewahrt. Die Familien hielten ihre Religionspraktiken im Verborgenen, achteten auf Eheschließungen innerhalb der eigenen Gruppe, verzichteten auf den Verzehr von Schweinefleisch und stellten sogar heimlich Matzen für Pessach her.
2. Personen, die erst kürzlich ihre jüdischen Wurzeln entdeckt haben: Diese Menschen leben heute vollständig als Christen, haben jedoch in den letzten Jahren Interesse an jüdischen Themen und an Israel entwickelt.